# The Vibrators
The Vibrators es un grupo punk formado a mediados de 1976, en Londres, Inglaterra, pertenecientes a la Primera ola del punk. Actualmente la banda se encuentra activa.

## Historia
The Vibrators fueron pioneros del movimiento punk de Inglaterra a mediados de la década del '70. Fueron muy populares entre 1977 y 1981 en Gran Bretaña, Nueva York y Australia.
Se desarrollaron en el contexto de la Guerra Fría entre capitalistas y comunistas, la carrera espacial, la amenaza de un holocausto nuclear, el arte Pop, el fracaso del movimiento Hippie y la consolidación de la Música disco, la Crisis del petróleo de 1973, el desempleo, y el gobierno represivo de Margaret Thatcher y el Partido Conservador. 
Tocaban un Rock & Roll salvaje y acelerado, con letras existencialistas con elementos de conciencia social, que hablaban entre sarcasmos y parodias sobre los acontecimientos de su época, la vida nocturna en la ciudad, y el sexo.

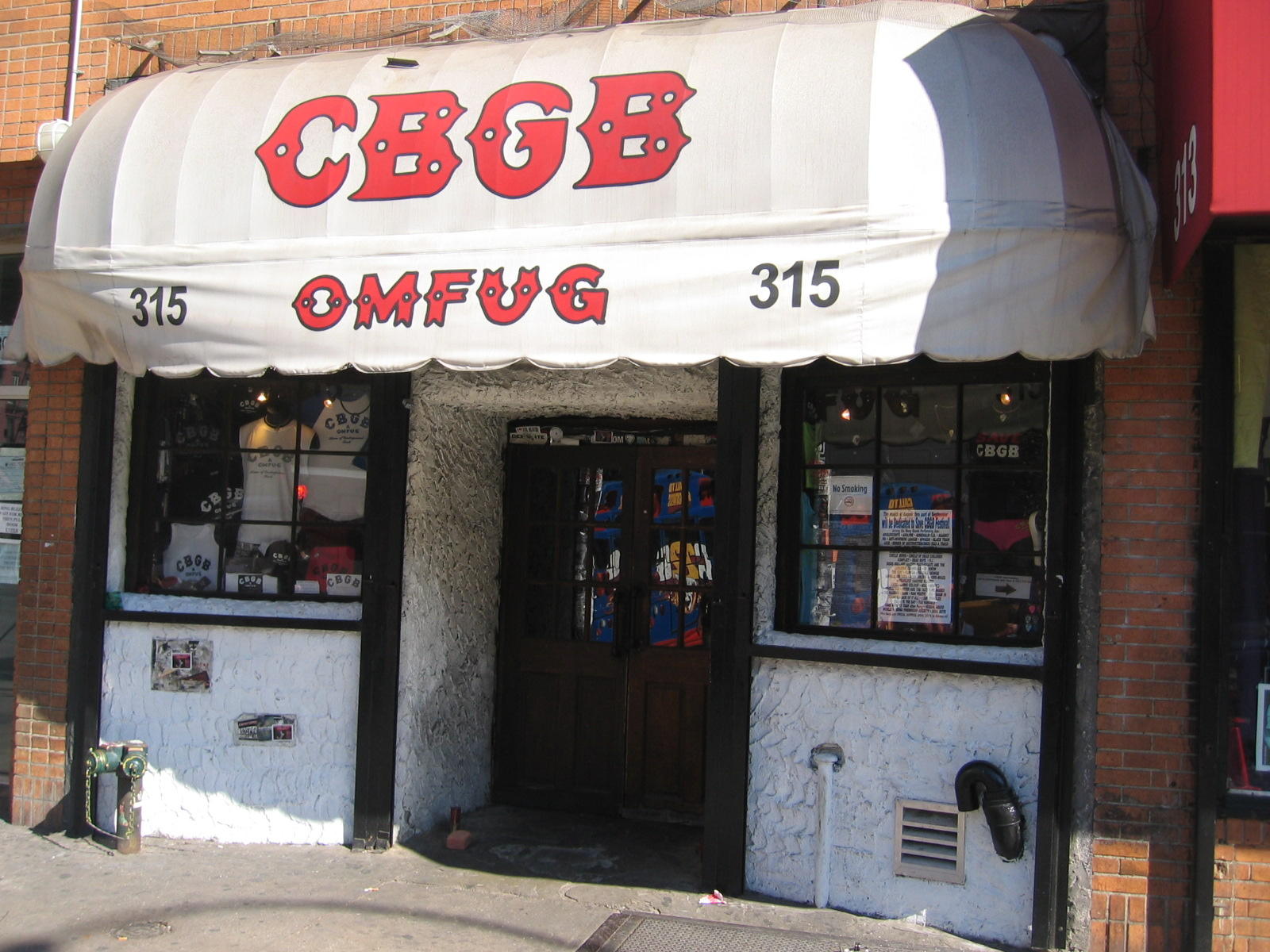
Fachada del legendario antro punk CBGB de Nueva York, donde The Vibrators tocó en varias ocasiones.

Debutaron en 1976 tocando en el mítico 100 Club Punk Festival, junto a bandas primigenias como The Damned, Sex Pistols, The Clash, y Siouxsie & The Banshees. Poco después hicieron sus primeras grabaciones con el productor y presentador de la BBC John Peel. Rápidamente se convirtieron en una banda emblemática y titular del Roxy Club, principal antro punk de Londres a finales de los años 1970, donde se tocaban grupos icónicos como Generation X, The Stranglers, Sham 69, Buzzcocks, The Heartbreakers, The Adverts, The Jam, y Charged GBH; y llegaban docenas de jóvenes a bailar Pogo (baile). En 1977 tuvieron el honor de ser la banda de Iggy Pop en su gira británica. Posteriormente firmaron con Epic Records.

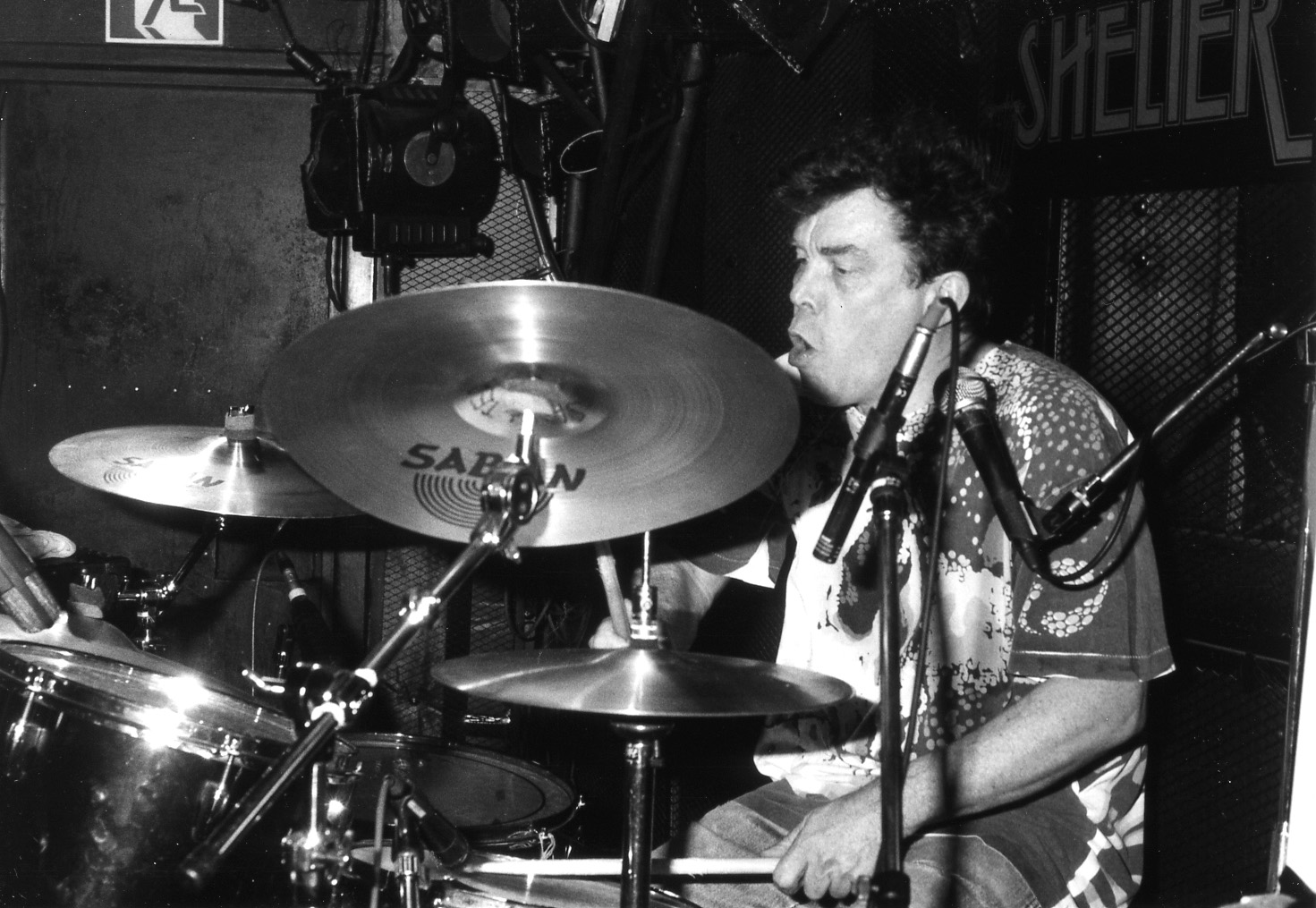
Eddie Edwards, baterista y único miembro constante.

Su álbum debut, Pure Mania, coproducido por Robin Mayhew, el ingeniero de sonido de David Bowie, pronto alcanzó el Top 50 del UK Albums Chart. La Enciclopedia Guinness de música popular nombró a este LP uno de los mejores discos de Punk de todos los tiempos.
Su siguiente álbum, V2, estuvo en el Top 30 del UK Albums Chart gracias al éxito internacional "Judy says (Knock you in the head)". Esto les valió apariciones en shows de televisión como Top of the Pops, y su primera gira en Estados Unidos.
Entre 1979 y 1981 llegaron a tener 7 Hits consecutivos en el Top 30 de Gran Bretaña, como "London girls", "Pogo Dancing", "Yeah Yeah Yeah", "We vibrate", "Automatic lover", "Stiff little fingers" (la banda irlandesa de Punk Stiff Little Fingers tomó su nombre de esta canción), "Disco in Moscow" y "Baby Baby Baby".
Se consolidaron a nivel internacional por medio de giras que continúan hasta la actualidad, como las que hacen junto a los UK Subs.

## Formaciones
El grupo, tras años de historia, ha sufrido multitud de cambios en su formación, durante sus comienzos contaron con Ian "Knox" Carnochan y John Ellis como guitarras y cantantes, Pat Collier en bajo y "Eddie" Edwards en batería. Luego de la gabación de Pure Mania y las presentaciones, Collier se aleja de la banda siendo reemplazado por Gary Tibbs, y luego por Ben Brierly durante el resto de 1978.

### Formación actual
Desde 2007 hasta la fecha
- Darryll Bath - Guitarra y voz líder. Fallecido en 2021
- Pete Honkamaki - Bajo y voz.
- John ‘Eddie’ Edwards - Batería y vioz

Septiembre de 2003 - 2007
- Ian "Knox" Carnochan - voz, guitarra
- Pete - bajo
- Eddie - batería

### Formaciones pasadas
Formación original (1976)
- Ian "Knox" Carnochan - Guitarra líder y voz.
- Pat Collier - Bajo.
- John Ellis - Guitarra y voz.
- Eddie - Batería.

Formación del simple Automatic Lover (febrero de 1978) y el segundo álbum V2 (abril de 1978)
- Ian "Knox" Carnochan - Guitarra líder y voz.
- Gary Tibbs - Bajo.
- John Ellis - Guitarra y voz.
- Eddie - Batería.

Mediados a finales de 1978
- Ian "Knox" Carnochan - Guitarra líder y voz.
- Ben Brierly - Bajo.
- Greg Van Cook - Guitarra y voz.
- Eddie - Batería.

Formación del simple Judy Says (Knock you in the head) (mayo de 1978)
- Ian "Knox" Carnochan - Guitarra líder y voz.
- Gary Tibbs - Bajo.
- Dave Birch - Guitarra y voz.
- Eddie - Batería.
- Don Snow - teclados y Saxofón.

1982
- Ian "Knox" Carnochan - Guitarra líder y voz
- Pat Collier - Bajo.
- John Ellis - Guitarra y voz.
- Eddie - batería.

## Discografía

### Álbumes de estudio
- Pure Mania - junio de 1977
- V2 - abril de 1978
- Guilty - 1982
- Alaska 127 - 1984
- Fifth Amendment - 1985
- Recharged - 1988
- Meltdown - 1988
- Vicious Circle - 1989
- Volume 10 - 1990
- Hunting For You - 1994
- Unpunked - 1996
- French Lessons With Correction - 1997
- Buzzin' - 1999
- Noise Boys - 2000
- Energize - 2002
- Punk: The Early Years - 2006
- Garage Punk - 2009
- Under The Radar - 2010
- On the Guest List - 2013
- Punk Mania (Back To The Roots) - 2014
- Past, Present, And into the Future - 2017
- The Vibrators Wiht Chris Spedding - Mars Casino - 2020

### Sencillos
- We Vibrate/Whips And Furs - noviembre de 1976
- Pogo Dancing/The Pose - noviembre de 1976
- Bad Time/No Heart (no lanzado) - marzo de 1977
- Baby Baby/Into The Future - mayo de 1977
- London Girls (live)/Stiff Little Fingers (live) - agosto de 1977
- London Girls (live)/Stiff Little Fingers (estudio) - agosto de 1977
- Automatic Lover/Destroy - febrero de 1978
- Judy Says (Knock You In The Head) - mayo de 1978
- Gimme Some Lovin'/Powercry - febrero de 1980
- Disco In Mosco/Take A Chance - octubre de 1980
- Baby Baby (new version)/Dragnet - noviembre de 1982
- Guilty/Hang Ten - mayo 1983
- MX America/Shadow Love - noviembre de 1983
- Flying Home/Punish Me With Kisses - mayo de 1984
- Baby Blue Eyes/Amphetamine Blue - julio de 1984
- Blown Away By Love/The Demolishers - enero de 1985
- String Him Along/Disco In Mosco - abril de 1988
- Halfway To Paradise/Drive - enero de 1990
- He's A Psycho - enero de 2022